# Alton Asa Lennon

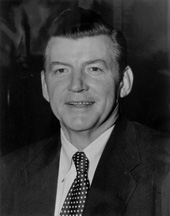
Alton Asa Lennon

Alton Asa Lennon (* 17. August 1906 in Wilmington, North Carolina; † 28. Dezember 1986 ebenda) war ein US-amerikanischer Politiker (Demokratische Partei), der den Bundesstaat North Carolina in beiden Kammern des Kongresses vertrat.
Alton Lennon besuchte die öffentlichen Schulen seiner Heimat und machte 1929 seinen Abschluss am Wake Forest College in Winston-Salem. Danach studierte er die Rechtswissenschaften, wurde 1929 in die Anwaltskammer aufgenommen und begann als Jurist in Wilmington zu praktizieren. Von 1934 bis 1942 fungierte er als Richter am Gerichtshof des New Hanover County.
Sein erstes politisches Mandat bekleidete Lennon von 1947 bis 1951 als Mitglied des Senats von North Carolina. Am 10. Juli 1953 wurde er von Gouverneur William B. Umstead zum Nachfolger des verstorbenen US-Senators Willis Smith ernannt. Er verblieb bis zum 28. November 1954 in Washington und bemühte sich vergeblich um die Nominierung seiner Partei für die offizielle Nachwahl, die an W. Kerr Scott ging.
In der Folge arbeitete Lennon wieder als Anwalt. 1956 bewarb er sich im siebten Kongresswahlbezirk von North Carolina erfolgreich um die Wahl ins Repräsentantenhaus der Vereinigten Staaten, in das er am 3. Januar 1957 einzog. Er wurde achtmal bestätigt und übte sein Mandat bis zum 3. Januar 1973 aus, ehe er auf eine erneute Kandidatur verzichtete. Lennon kehrte nach Wilmington zurück, wo er 1986 starb und auch beigesetzt wurde.